# Démence sémantique
 Mise en garde médicale
La démence sémantique (DS) est un trouble isolé progressif caractérisé par une perte de la mémoire sémantique (Snowden et al., 1989 ; 1992). Les symptômes les plus communs s'inscrivent dans le domaine verbal et de ce fait, elle est souvent caractérisée (d'une manière incorrecte) comme trouble du langage, devenant un sous-type des aphasies primaires progressives. D'une façon plus globale, elle est un phénotype de la dégénérescence lobaire fronto-temporale.
Elle fut décrite pour la première fois par Arnold Pick en 1904, mais elle a vraiment été individualisée par Elizabeth Warrington en 1975. Le terme de « démence sémantique » est pour la première fois utilisé par JS Snowden en 1989. L'association à l'atrophie du lobe temporal fut mise en évidence John Hodges et ses collègues en 1992 dans une description neuropsychologiques et cliniques de cette maladie.

## Signes et symptômes
Il ne s'agit pas réellement d'une démence (en tout cas à la phase de début) et il est de plus en plus question de dégénérescence sémantique. Elle se manifeste par une perte des concepts, les patients ne reconnaissant plus les objets qu'ils voient, qu'ils touchent, les mots qu'ils lisent ou qu'ils entendent. Ces objets semblent avoir disparu de leur connaissance. Parfois cela prend l'aspect d'un trouble de la mémoire ou du langage. Les patients gardent un certain temps la capacité de vivre seuls d'où le terme inapproprié de démence. Elle est encore considérée par certains auteurs comme une forme d'aphasie primaire progressive (notamment aux États-Unis). Cette forme est alors dite fluente par opposition à l'aphasie progressive primaire non fluente. En effet, l'expression orale de ces patients reste longtemps facile, les phrases sont bien construites (pas d'atteinte syntaxique), l'articulation est préservée (pas de dysarthrie) de même que la répétition. En précisant l'interrogatoire et l'examen clinique, on peut se rendre compte que le patient a également du mal à désigner des objets qu'on lui nomme. Dans certaines situations, le patient semble ne pas reconnaître un objet vu ou nommé (ex. : animal à la télé, aliment dans une assiette). La difficulté va souvent porter également (parfois de façon prépondérante) sur les personnes habituellement connues ou les lieux. Les personnes ou les objets vus les plus fréquemment sont en général bien conservés.

## Démence sémantique et troubles auditifs
Les données d'IRM de patients, atteints de démence sémantique et présentant de l’hyperacousie et des acouphènes, ont mis en évidence : la conservation de la matière grise dans le lobe temporal supérieur postérieur et une réduction de la matière grise dans le cortex orbitofrontal et le corps genouillé médial. L'atrophie du cortex orbitofrontal a été associée à des acouphènes tandis que l'atrophie du corps genouillé médial (thalamus auditif) a été associée à de l'hyperacousie (Mahoney CJ, Rohrer JD, Goll JC, Fox NC, Rossor MN et Warren JD., 2011).